# Eleições legislativas portuguesas de 1991 no distrito de Setúbal
| Eleições legislativas portuguesas de 1991 Distritos: Aveiro \| Beja \| Braga \| Bragança \| Castelo Branco \| Coimbra \| Évora \| Faro \| Guarda \| Leiria \| Lisboa \| Portalegre \| Porto \| Santarém \| Setúbal \| Viana do Castelo \| Vila Real \| Viseu \| Açores \| Madeira \| Estrangeiro |

## Resultados por Concelho
Os resultados nos concelhos do Distrito de Setúbal foram os seguintes:

### Alcácer do Sal
| Partido                 | Partido                           | Votos  | %               | +/-   |
| ----------------------- | --------------------------------- | ------ | --------------- | ----- |
|                         | Partido Socialista                | 2 648  | 29,78 / 100,00  | 13,16 |
|                         | Coligação Democrática Unitária    | 2 567  | 28,87 / 100,00  | 13,09 |
|                         | Partido Social Democrata          | 2 305  | 25,92 / 100,00  | 4,25  |
|                         | Partido Socialista Revolucionário | 305    | 3,43 / 100,00   | 1,12  |
|                         | Centro Democrático e Social       | 263    | 2,96 / 100,00   | 1,06  |
|                         | PCTP/MRPP                         | 242    | 2,72 / 100,00   | 2,07  |
|                         | Partido da Solidariedade Nacional | 131    | 1,47 / 100,00   | Novo  |
|                         | Partido Renovador Democrático     | 125    | 1,41 / 100,00   | 7,94  |
|                         | Outros                            | 93     | 1,05 / 100,00   |       |
| Votos Inválidos         | Votos Inválidos                   | 214    | 2,41 / 100,00   | 0,40  |
| Total                   | Total                             | 8 893  | 100,00 / 100,00 |       |
| Eleitorado/Participação | Eleitorado/Participação           | 13 287 | 66,93 / 100,00  | 7,30  |

### Alcochete
| Partido                 | Partido                           | Votos | %               | +/-  |
| ----------------------- | --------------------------------- | ----- | --------------- | ---- |
|                         | Partido Social Democrata          | 2 008 | 31,37 / 100,00  | 3,45 |
|                         | Partido Socialista                | 1 946 | 30,40 / 100,00  | 9,99 |
|                         | Coligação Democrática Unitária    | 1 744 | 27,25 / 100,00  | 6,39 |
|                         | Centro Democrático e Social       | 135   | 2,11 / 100,00   | 0,57 |
|                         | PCTP/MRPP                         | 130   | 2,03 / 100,00   | 1,42 |
|                         | Partido Socialista Revolucionário | 120   | 1,87 / 100,00   | 1,48 |
|                         | Partido da Solidariedade Nacional | 113   | 1,77 / 100,00   | Novo |
|                         | Outros                            | 96    | 1,50 / 100,00   |      |
| Votos Inválidos         | Votos Inválidos                   | 109   | 1,70 / 100,00   | 0,06 |
| Total                   | Total                             | 6 401 | 100,00 / 100,00 |      |
| Eleitorado/Participação | Eleitorado/Participação           | 9 123 | 70,16 / 100,00  | 4,30 |

### Almada
| Partido                 | Partido                           | Votos   | %               | +/-   |
| ----------------------- | --------------------------------- | ------- | --------------- | ----- |
|                         | Partido Social Democrata          | 34 219  | 36,53 / 100,00  | 0,94  |
|                         | Partido Socialista                | 27 872  | 29,76 / 100,00  | 10,73 |
|                         | Coligação Democrática Unitária    | 20 410  | 21,79 / 100,00  | 7,11  |
|                         | Partido da Solidariedade Nacional | 2 580   | 2,75 / 100,00   | Novo  |
|                         | Centro Democrático e Social       | 2 550   | 2,72 / 100,00   | 0,78  |
|                         | Partido Socialista Revolucionário | 1 618   | 1,73 / 100,00   | 1,11  |
|                         | PCTP/MRPP                         | 1 139   | 1,22 / 100,00   | 0,86  |
|                         | Outros                            | 1 352   | 1,44 / 100,00   |       |
| Votos Inválidos         | Votos Inválidos                   | 1 931   | 2,06 / 100,00   | 0,43  |
| Total                   | Total                             | 93 671  | 100,00 / 100,00 |       |
| Eleitorado/Participação | Eleitorado/Participação           | 136 532 | 68,61 / 100,00  | 2,63  |

### Barreiro
| Partido                 | Partido                           | Votos  | %               | +/-   |
| ----------------------- | --------------------------------- | ------ | --------------- | ----- |
|                         | Coligação Democrática Unitária    | 17 415 | 34,62 / 100,00  | 8,19  |
|                         | Partido Socialista                | 13 997 | 27,82 / 100,00  | 11,20 |
|                         | Partido Social Democrata          | 13 479 | 26,79 / 100,00  | 2,33  |
|                         | Partido da Solidariedade Nacional | 1 162  | 2,31 / 100,00   | Novo  |
|                         | Centro Democrático e Social       | 951    | 1,89 / 100,00   | 0,79  |
|                         | Partido Socialista Revolucionário | 831    | 1,65 / 100,00   | 1,17  |
|                         | PCTP/MRPP                         | 713    | 1,42 / 100,00   | 1,12  |
|                         | Outros                            | 701    | 1,39 / 100,00   |       |
| Votos Inválidos         | Votos Inválidos                   | 1 059  | 2,11 / 100,00   | 0,67  |
| Total                   | Total                             | 50 308 | 100,00 / 100,00 |       |
| Eleitorado/Participação | Eleitorado/Participação           | 72 887 | 69,02 / 100,00  | 4,26  |

### Grândola
| Partido                 | Partido                           | Votos  | %               | +/-   |
| ----------------------- | --------------------------------- | ------ | --------------- | ----- |
|                         | Coligação Democrática Unitária    | 3 221  | 33,67 / 100,00  | 10,74 |
|                         | Partido Social Democrata          | 2 719  | 28,43 / 100,00  | 3,33  |
|                         | Partido Socialista                | 2 439  | 25,50 / 100,00  | 11,05 |
|                         | PCTP/MRPP                         | 275    | 2,88 / 100,00   | 2,10  |
|                         | Partido Socialista Revolucionário | 267    | 2,79 / 100,00   | 1,63  |
|                         | Centro Democrático e Social       | 228    | 2,38 / 100,00   | 0,68  |
|                         | Outros                            | 231    | 2,42 / 100,00   |       |
| Votos Inválidos         | Votos Inválidos                   | 185    | 1,94 / 100,00   | 0,28  |
| Total                   | Total                             | 9 565  | 100,00 / 100,00 |       |
| Eleitorado/Participação | Eleitorado/Participação           | 13 353 | 71,63 / 100,00  | 4,90  |

### Moita
| Partido                 | Partido                           | Votos  | %               | +/-   |
| ----------------------- | --------------------------------- | ------ | --------------- | ----- |
|                         | Coligação Democrática Unitária    | 12 386 | 37,05 / 100,00  | 6,72  |
|                         | Partido Social Democrata          | 9 182  | 27,47 / 100,00  | 3,16  |
|                         | Partido Socialista                | 7 910  | 23,66 / 100,00  | 10,41 |
|                         | Centro Democrático e Social       | 765    | 2,29 / 100,00   | 0,85  |
|                         | Partido da Solidariedade Nacional | 761    | 2,28 / 100,00   | Novo  |
|                         | PCTP/MRPP                         | 633    | 1,89 / 100,00   | 1,23  |
|                         | Partido Socialista Revolucionário | 538    | 1,61 / 100,00   | 1,04  |
|                         | Partido Renovador Democrático     | 334    | 1,00 / 100,00   | 8,07  |
|                         | Outros                            | 231    | 0,69 / 100,00   |       |
| Votos Inválidos         | Votos Inválidos                   | 690    | 2,06 / 100,00   | 0,21  |
| Total                   | Total                             | 33 430 | 100,00 / 100,00 |       |
| Eleitorado/Participação | Eleitorado/Participação           | 50 540 | 66,15 / 100,00  | 5,83  |

### Montijo
| Partido                 | Partido                           | Votos  | %               | +/-  |
| ----------------------- | --------------------------------- | ------ | --------------- | ---- |
|                         | Partido Social Democrata          | 8 805  | 42,12 / 100,00  | 3,67 |
|                         | Partido Socialista                | 5 552  | 26,56 / 100,00  | 7,60 |
|                         | Coligação Democrática Unitária    | 4 054  | 19,39 / 100,00  | 7,07 |
|                         | Centro Democrático e Social       | 619    | 2,96 / 100,00   | 0,79 |
|                         | PCTP/MRPP                         | 400    | 1,91 / 100,00   | 1,16 |
|                         | Partido Socialista Revolucionário | 382    | 1,83 / 100,00   | 1,05 |
|                         | Partido da Solidariedade Nacional | 324    | 1,55 / 100,00   | Novo |
|                         | Outros                            | 362    | 1,73 / 100,00   |      |
| Votos Inválidos         | Votos Inválidos                   | 405    | 1,94 / 100,00   | 0,20 |
| Total                   | Total                             | 20 903 | 100,00 / 100,00 |      |
| Eleitorado/Participação | Eleitorado/Participação           | 32 794 | 63,74 / 100,00  | 3,83 |

### Palmela
| Partido                 | Partido                           | Votos  | %               | +/-   |
| ----------------------- | --------------------------------- | ------ | --------------- | ----- |
|                         | Partido Social Democrata          | 8 130  | 35,98 / 100,00  | 1,23  |
|                         | Partido Socialista                | 6 434  | 28,47 / 100,00  | 10,98 |
|                         | Coligação Democrática Unitária    | 4 937  | 21,85 / 100,00  | 7,74  |
|                         | Centro Democrático e Social       | 699    | 3,09 / 100,00   | 1,09  |
|                         | Partido Socialista Revolucionário | 483    | 2,14 / 100,00   | 1,08  |
|                         | Partido da Solidariedade Nacional | 476    | 2,11 / 100,00   | Novo  |
|                         | PCTP/MRPP                         | 450    | 1,99 / 100,00   | 1,37  |
|                         | Partido Renovador Democrático     | 292    | 1,29 / 100,00   | 7,57  |
|                         | Outros                            | 209    | 0,93 / 100,00   |       |
| Votos Inválidos         | Votos Inválidos                   | 486    | 2,15 / 100,00   | 0,07  |
| Total                   | Total                             | 22 596 | 100,00 / 100,00 |       |
| Eleitorado/Participação | Eleitorado/Participação           | 35 128 | 64,32 / 100,00  | 6,16  |

### Santiago do Cacém
| Partido                 | Partido                           | Votos  | %               | +/-   |
| ----------------------- | --------------------------------- | ------ | --------------- | ----- |
|                         | Partido Social Democrata          | 6 198  | 34,19 / 100,00  | 4,36  |
|                         | Coligação Democrática Unitária    | 4 777  | 26,35 / 100,00  | 10,11 |
|                         | Partido Socialista                | 4 737  | 26,13 / 100,00  | 8,42  |
|                         | Centro Democrático e Social       | 647    | 3,57 / 100,00   | 0,56  |
|                         | Partido Socialista Revolucionário | 442    | 2,44 / 100,00   | 1,36  |
|                         | PCTP/MRPP                         | 357    | 1,97 / 100,00   | 1,27  |
|                         | Partido da Solidariedade Nacional | 279    | 1,54 / 100,00   | Novo  |
|                         | Outros                            | 302    | 1,67 / 100,00   |       |
| Votos Inválidos         | Votos Inválidos                   | 391    | 2,15 / 100,00   | 0,31  |
| Total                   | Total                             | 18 130 | 100,00 / 100,00 |       |
| Eleitorado/Participação | Eleitorado/Participação           | 26 659 | 68,01 / 100,00  | 7,09  |

### Seixal
| Partido                 | Partido                           | Votos  | %               | +/-   |
| ----------------------- | --------------------------------- | ------ | --------------- | ----- |
|                         | Partido Social Democrata          | 20 889 | 35,09 / 100,00  | 0,29  |
|                         | Partido Socialista                | 17 655 | 29,66 / 100,00  | 11,42 |
|                         | Coligação Democrática Unitária    | 14 486 | 24,33 / 100,00  | 6,22  |
|                         | Centro Democrático e Social       | 1 557  | 2,62 / 100,00   | 0,80  |
|                         | Partido da Solidariedade Nacional | 1 303  | 2,19 / 100,00   | Novo  |
|                         | Partido Socialista Revolucionário | 918    | 1,54 / 100,00   | 1,07  |
|                         | PCTP/MRPP                         | 748    | 1,26 / 100,00   | 0,88  |
|                         | Outros                            | 754    | 1,27 / 100,00   |       |
| Votos Inválidos         | Votos Inválidos                   | 1 219  | 2,05 / 100,00   | 0,32  |
| Total                   | Total                             | 59 529 | 100,00 / 100,00 |       |
| Eleitorado/Participação | Eleitorado/Participação           | 86 624 | 68,72 / 100,00  | 5,29  |

### Sesimbra
| Partido                 | Partido                           | Votos  | %               | +/-  |
| ----------------------- | --------------------------------- | ------ | --------------- | ---- |
|                         | Partido Social Democrata          | 6 348  | 40,33 / 100,00  | 4,34 |
|                         | Partido Socialista                | 4 388  | 27,88 / 100,00  | 9,07 |
|                         | Coligação Democrática Unitária    | 2 891  | 18,37 / 100,00  | 7,86 |
|                         | Centro Democrático e Social       | 507    | 3,22 / 100,00   | 0,89 |
|                         | Partido da Solidariedade Nacional | 415    | 2,64 / 100,00   | Novo |
|                         | Partido Socialista Revolucionário | 307    | 1,95 / 100,00   | 0,84 |
|                         | PCTP/MRPP                         | 271    | 1,72 / 100,00   | 1,06 |
|                         | Outros                            | 253    | 1,61 / 100,00   |      |
| Votos Inválidos         | Votos Inválidos                   | 359    | 2,28 / 100,00   | 0,35 |
| Total                   | Total                             | 15 739 | 100,00 / 100,00 |      |
| Eleitorado/Participação | Eleitorado/Participação           | 22 494 | 69,97 / 100,00  | 5,89 |

### Setúbal
| Partido                 | Partido                           | Votos  | %               | +/-   |
| ----------------------- | --------------------------------- | ------ | --------------- | ----- |
|                         | Partido Social Democrata          | 24 100 | 40,60 / 100,00  | 1,09  |
|                         | Partido Socialista                | 17 528 | 29,53 / 100,00  | 11,54 |
|                         | Coligação Democrática Unitária    | 10 262 | 17,29 / 100,00  | 8,21  |
|                         | Centro Democrático e Social       | 1 780  | 3,00 / 100,00   | 0,90  |
|                         | Partido da Solidariedade Nacional | 1 684  | 2,84 / 100,00   | Novo  |
|                         | Partido Socialista Revolucionário | 1 072  | 1,81 / 100,00   | 1,02  |
|                         | PCTP/MRPP                         | 864    | 1,46 / 100,00   | 1,08  |
|                         | Partido Renovador Democrático     | 626    | 1,05 / 100,00   | 8,54  |
|                         | Outros                            | 447    | 0,76 / 100,00   |       |
| Votos Inválidos         | Votos Inválidos                   | 1 000  | 1,69 / 100,00   | 0,04  |
| Total                   | Total                             | 59 363 | 100,00 / 100,00 |       |
| Eleitorado/Participação | Eleitorado/Participação           | 86 079 | 68,96 / 100,00  | 5,72  |

### Sines
| Partido                 | Partido                           | Votos  | %               | +/-   |
| ----------------------- | --------------------------------- | ------ | --------------- | ----- |
|                         | Partido Social Democrata          | 2 038  | 31,70 / 100,00  | 2,98  |
|                         | Partido Socialista                | 1 760  | 27,38 / 100,00  | 11,70 |
|                         | Coligação Democrática Unitária    | 1 723  | 26,80 / 100,00  | 11,48 |
|                         | Centro Democrático e Social       | 206    | 3,20 / 100,00   | 0,49  |
|                         | Partido Socialista Revolucionário | 157    | 2,44 / 100,00   | 1,60  |
|                         | Partido da Solidariedade Nacional | 145    | 2,26 / 100,00   | Novo  |
|                         | PCTP/MRPP                         | 144    | 2,24 / 100,00   | 1,80  |
|                         | Outros                            | 106    | 1,65 / 100,00   |       |
| Votos Inválidos         | Votos Inválidos                   | 150    | 2,33 / 100,00   | 0,51  |
| Total                   | Total                             | 6 429  | 100,00 / 100,00 |       |
| Eleitorado/Participação | Eleitorado/Participação           | 10 034 | 64,07 / 100,00  | 6,55  |